# Augochlorella persimilis
Augochlorella persimilis là một loài Hymenoptera trong họ Halictidae. Loài này được Viereck mô tả khoa học năm 1910.